# Стејплтон (Џорџија)
Стејплтон (Џорџија) (енгл. Stapleton) град је у америчкој савезној држави Џорџија. По попису становништва из 2010. у њему је живело 438 становника.

## Демографија
Према попису становништва из 2010. у граду је живело 438 становника, што је 120 (37,7%) становника више него 2000. године.
| Група             | 2000.       | 2010.       |
| Белци             | 223 (70,1%) | 290 (66,2%) |
| Афроамериканци    | 91 (28,6%)  | 135 (30,8%) |
| Азијати           | 0 (0,0%)    | 1 (0,2%)    |
| Хиспаноамериканци | 0 (0,0%)    | 6 (1,4%)    |
| Укупно            | 318         | 438         |